# Печенов Іван Петрович
Іван Петрович Печенов (21 листопада 1899, слобода Мартиновка Області Війська Донського, тепер Сальського району Ростовської області, Російська Федерація — ?) — радянський діяч, 1-й секретар Ойротського обласного комітету ВКП(б). Депутат Верховної Ради СРСР 2-го скликання.

## Життєпис
Народився в родині робітника-залізничника. Закінчив залізничну школу.
Член РКП(б) з 1918 року.
З липня до листопада 1918 року служив у Червоній армії.
Потім — на партійній роботі.
У листопаді 1943 — 29 листопада 1946 року — 1-й секретар Ойротського обласного комітету ВКП(б).

## Звання
- старший політрук
- майор